# Tower in the Fountain of Sparks
Tower in the Fountain of Sparks è il primo album in studio long playing del gruppo Airport 5; venne pubblicato negli Stati Uniti d'America nel 2001 sia in vinile che in CD dalla Fading Captain Series.

## Tracce
Tutti i brani sono scritti e suonati da Tobin Sprout e Robert Pollard, tranne dove diversamente indicato.
Lato A
1. "Burns Carpenter, Man Of Science" – 3.40
2. "Total Exposure" – 4.08
3. "Subatomic Rain" – 2.52
4. "One More" – 2.55
5. "Mission Experiences" – 1.31
6. "The Cost Of Shipping Cattle" – 4.51

Lato B
1. "Circle Of Trim" – 2.39
2. "War & Wedding" – 2.15
3. "Stifled Man Casino" – 3.21
4. "Up The Nails" – 3.37
5. "Tomorrow You May Rise" – 1.05
6. "Feathering Clueless (The Exotic Freebird)" – 3.02
7. "Mansfield On The Sky" – 3.37
8. "White Car Creek" – 1.02 (Tobin Sprout)
9. "Remain Lodging (At Airport 5)" – 3.44